# Raffaele Farina
Pour les articles homonymes, voir Farina.
Raffaele Farina, né le 24 septembre 1933 à Buonalbergo, dans la province de Bénévent en Campanie (Italie), est un cardinal italien, bibliothécaire de la Bibliothèque apostolique vaticane et archiviste émérite des Archives secrètes du Vatican depuis 2012.

## Biographie

### Enfance et études
À 14 ans, Raffaele Farina entre au noviciat salésien de Naples et prononce ses vœux perpétuels à 21 ans, le 25 septembre 1954.

Il fait ses études de philosophie et de théologie à l'université pontificale salésienne à Turin où il obtient une licence en théologie en 1958, avant d'obtenir en 1961 l'habilitation à l'enseignement de l'histoire et de la philosophie auprès des lycées à l'Université de Naples.
En 1965, il devient docteur en histoire ecclésiastique à l'université pontificale grégorienne de Rome. Sa thèse sur un « père de l'Église », Eusèbe de Césarée, a été primée par la médaille d'or de l'Université.
À partir de 1969, il complète sa formation à l'Université de Bonn en Allemagne par deux ans de recherche sur un autre « père de l'Église », Origène.

### Prêtre
Ordonné prêtre à Turin le 1er juillet 1958, son ministère est essentiellement consacré à l'enseignement et à la recherche qu'il commence en 1962, parallèlement à ses études, en enseignant l'histoire ecclésiastique et la patrologie au Centre salésien d'études théologiques de Naples en 1962-63. Il devient en 1965 professeur d'histoire ecclésiologique antique et de méthodologie critique à l'Université pontificale salésienne de Rome, puis professeur d'histoire de l'Église de 1976 à 1997.
En plus de l'enseignement proprement dit il a été doyen de la Faculté de théologie de l'Université pontificale salésienne de Rome en 1973-1975, puis recteur de cette même université de 1977 à 1983 et de 1992 à 1997.
Pour les salésiens, il a été membre de la direction scientifique de la Société éditrice internationale de Turin de 1979 à 1997, directeur de la revue «Salesianum» à Rome de 1977 à 1983 et de 1992 à 1997 et directeur des Archives salésiennes centrales de Rome de 1984 à 1990.
Au Vatican, il a été secrétaire du Comité pontifical des sciences historiques de 1981 à 1989, sous-secrétaire du Conseil pontifical pour la culture de 1986 à 1997, président du Comité d'animation des recteurs des universités pontificales romaines et représentant du Saint-Siège auprès de l'Association des universités européennes.
Le 25 mai 1997, il est nommé préfet de la Bibliothèque apostolique vaticane.

### Évêque
Il est nommé évêque le 15 novembre 2006 avec le titre d'évêque titulaire (ou in partibus) dOpitergium (de). Il est consacré le 16 décembre 2006 par le cardinal Tarcisio Bertone. Six mois plus tard, le 25 juin 2007, il est nommé archiviste et bibliothécaire de la Sainte Église romaine et élevé à la dignité d'archevêque.

### Cardinal
Benoît XVI le crée cardinal lors du consistoire du 24 novembre 2007 avec le titre de cardinal-diacre de San Giovanni della Pigna. Il opte pour l'ordre des cardinaux-prêtres le 19 mai 2018. 
Le 12 juin 2008, il est nommé membre de la Congrégation pour les causes des saints, de la Congrégation pour l'éducation catholique  et de la Commission pontificale pour le patrimoine culturel de l'Église.
Il se retire de ses charges de bibliothécaire et d'archiviste le 9 juin 2012 à près de 79 ans.
Il participe au conclave de 2013 qui voit l'élection du pape François).
Le 24 juin 2013, le pape François publie un chirographe créant une commission pontificale consultative chargée d'étudier la situation de l'IOR et les pistes de réformes en vue de mieux l'harmoniser avec la mission de l'Église universelle et du siège apostolique, commission dont la présidence est confiée au cardinal Farina.
Il atteint les quatre-vingts ans le 24 septembre 2013, ce qui l'empêche de prendre part aux votes du conclave de 2025 (élection de Léon XIV).